# Pandavas: The Five Warriors
Pour plus de détails, voir Fiche technique et Distribution.
Pandavas: The Five Warriors est un film d'animation indien réalisé par Usha Ganesarajah et sorti en Inde le 23 décembre 2000. C'est un long métrage en images de synthèse dont l'intrigue est librement inspirée de celle du Mahabharata, un des grands classiques de la littérature indienne. 

## Synopsis
Librement adapté du Mahabharata, le film narre la lutte entre deux familles royales ennemies, les Pandava, qui ne sont que cinq frères, et les Kaurava, largement supérieurs en nombre.

## Fiche technique
- Titre : Pandavas: The Five Warriors
- Réalisation : Usha Ganesarajah
- Musique originale : Ilayaraja
- Studio de production : Pentamedia Graphics
- Pays :  Inde
- Budget : l'équivalent de 10 millions de dollars[1]
- Date de sortie :  Inde : 23 décembre 2000

## Distinctions
En 2001, le film remporte le prix du Meilleur film en anglais aux National Film Awards en Inde. La même année, il remporte le second prix au Festival d'effets et d'animation de Vancouver, au Canada.